# Vredeburg (Indonesië)

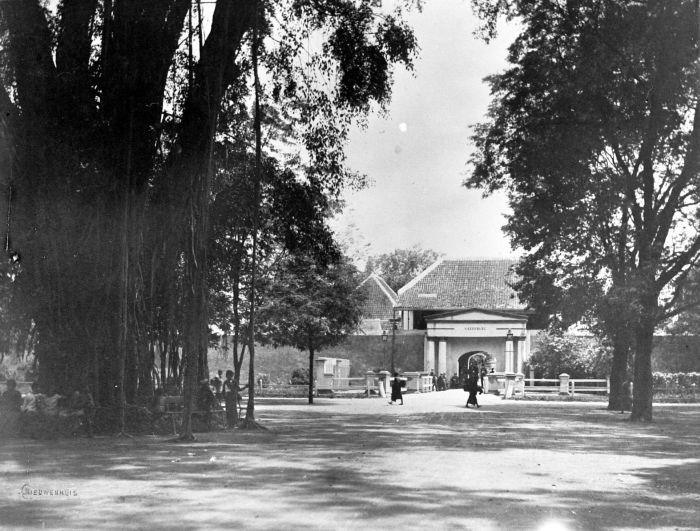
Fort Vredeburg anno 1900-1940.

Fort Vredeburg, ook wel Vredenburg of Rustenburg genoemd, is een fort in Jogjakarta gebouwd door de Nederlanders tijdens de kolonisatie. Het fort is gesitueerd tegenover Gedung Agung, een van de zeven presidentiële paleizen in Indonesië. Het is gebouwd in 1765 om de Nederlandse gouverneur te beschermen. Het complex is omgeven door een nog steeds zichtbare loopgraaf. Het vierkante fort heeft een wachttoren op elke hoek.

## Museum
Het fort herbergt een museum. In een aantal gebouwen bevinden zich diorama's over de onafhankelijkheidsstrijd in Indonesië.